# Poupée russe (série télévisée)
Poupée russe (Russian Doll) est une série télévisée américaine créée par Natasha Lyonne, Amy Poehler et Leslye Headland, diffusée entre le 1er février 2019 et le 26 avril 2022 sur Netflix.

## Synopsis
Une trentenaire, fêtarde invétérée, ne cesse de mourir et de reprendre vie au même moment, dans les toilettes, à sa fête d'anniversaire.

## Distribution

### Acteurs principaux
- Natasha Lyonne (VFB : Delphine Moriau) : Nadia Vulvokov
- Greta Lee (VF : Marie-Laure Dougnac) : Maxine
- Yul Vazquez (VF : Loïc Houdré) : John (saison 1)
- Elizabeth Ashley (VF : Annie Balestra) : Ruth
- Charlie Barnett (VF : Jhos Lican) : Alan
- Chloë Sevigny (VF : Armelle Gallaud) : Lenora Vulvokov (invitée saison 1, principale saison 2)

### Acteurs récurrents
- Jeremy Bobb (VF : Laurent Maurel) : Mike (saison 1)
- Brendan Sexton III (VF : Thibaut Lacour) (saison 1) puis (VF : Vincent Ropion) (saison 2) : Horse
- Rebecca Henderson (VF : Rafaèle Moutier) : Lizzy
- Ritesh Rajan (VF : Erwan Zamor) : Farran
- Dascha Polanco (VF : Aurélie Konaté) : Beatrice (saison 1)
- Waris Ahluwalia (VF : Michaël Aragones) : War Dog
- Burt Young : Joe (saison 1)
- Sharlto Copley (VF : Boris Rehlinger) : Chezare "Chez" Carrera (saison 2)
- Irén Bordán (VF : Michèle Bardollet) : Vera Peschauer (saison 2)
  - Ilona McCrea : Vera en 1944
- Athina Papadimitriu (VF : Colette Venhard) : Delia (saison 2)
  - Franciscka Farkas : Delia en 1944
- Ephraim Sykes (VF : Jean-Michel Vaubien) : Derek (saison 2)
- Rosie O'Donnell : la voix des annonces dans le métro (saison 2)
- Annie Murphy (VF : Dorothée Pousséo) : Ruth jeune (saison 2)

### Invités
- Max Knoblauch : un infirmier
- Yoni Lotan (VF : Laurent Morteau) : Ryan
- Waris Ahluwalia : Wardog
- David Cale : Dr. Daniel (season 1)
- Devin Ratray : un client de la supérette (saison 1)
- Tami Sagher (en) (VF : Chantal Baroin) : Shifra, secrétaire du rabbin à la synagogue Tifereth (saison 1)
- Jonathan Hadary : le rabbin (saison 1)
- Lillias White : Dr. Zaveri
- Burt Young as Joe (saison 1)
- Mirirai Sithole : Audrey
- Jocelyn Bioh : Claire (saison 1)
- Anoop Desai : Salim (saison 2)
- Danielle Perez : la bibliothécaire (saison 2)
- Max Baker : le docteur de l'hôpital psychiatrique (saison 2)
- Sandor Funtek (VF : Adrien Larmande) : Lenny (saison 2)
- Carolyn Michelle Smith (VF : Annie Milon) : Agnes (saison 2)
- Balázs Czukor (VF : Thierry Kazazian) : Kristóf Halázs (saison 2)
- Gergely Csiby : un officier allemand (saison 2)
- Phillipp Droste : Lukas (saison 2)
- Tulian Aczel : Bruno (saison 2)

## Production
Le 20 septembre 2017, il est annoncé que Netflix a commandé une première saison comprenant huit épisodes. La série a été créée par Natasha Lyonne, Amy Poehler et Leslye Headland, qui devraient toutes être productrices. Headland a écrit le premier épisode, elle sera ensuite accompagnée de Lyonne pour occuper les postes de scénaristes. Les sociétés de production impliquées dans la série comprennent Universal Television, Paper Kite Productions, Jax Media et 3 Arts Entertainment. Le 14 décembre 2018, il a été annoncé que la série serait diffusée le 1er février 2019,,.
Le 11 juin 2019, la série est renouvelée pour une deuxième saison. Son tournage, prévu pour une diffusion en 2020, est repoussé en raison des mesures sanitaires dues à la pandémie de Covid-19. La sortie de la saison est repoussée à 2022.

## Épisodes

### Première saison (2019)
1. Rien n'est simple dans ce monde (Nothing in This World Is Easy)
2. La Grande Évasion (The Great Escape)
3. Un corps chaud (A Warm Body)
4. La Routine d'Alan (Alan's Routine)
5. Complexe de supériorité (Superiority Complex)
6. Reflet (Reflection)
7. L'Issue (The Way Out)
8. Le Jeu (Ariadne)

### Deuxième saison (2022)
1. Perspective temporelle (Nowhen)
2. Coney Island Baby
3. Brain Drain
4. De gare en gare (Station to station)
5. Cadavre exquis (Exquisite Corpse)
6. La Ruth de Schrödinger (Schrödinger's Ruth)
7. Matryoshka

## Distinction

### Nomination
- Golden Globes 2020 : Meilleure actrice dans une série musicale ou comique pour Natasha Lyonne